# Інженерно-геологічна карта
Інжене́рно-геологі́чні ка́рта (рос. инженерно-геологические карты, англ. engineering geological maps, нім. ingenieurgeologische Karten f pl) — вид геологічних карт, на яких показані всі найважливіші геологічні чинники, які враховуються при плануванні, проектуванні, будівництві, експлуатації споруд і проведенні інші інженерних заходів, а також при прогнозі змін геол. середовища під впливом інженерно-господарської діяльності.
Інженерно-геологічною картою називають графічне зображення найбільш важливих інженерно-геологічних факторів у межах території вивчення, які слід враховувати під час проектування, будівництва, експлуатації споруджень та здійснення інших інженерних заходів. За даними інженерно-геологічної зйомки, в процесі якої комплексно вивчають геологічні, геоморфологічні та гідрогеологічні умови території, складають інженерно-геологічні карти і розрізи. Вони є основними документами, в яких відбиваються головні результати не тільки знімальних, а й розвідувальних, дослідних, стаціонарних та інших робіт.

## Загальний опис
На інженерно-геологічних картах подають вік, генезис, умови залягання, склад, будова і фізико-механічні властивості гірських порід і комплексів і їх поширення, геоморфологічна характеристика території, гідрогеологічні умови, геодинамічні явища. Карти супроводжуються розрізами, таблицями, текстовими поясненнями.
Такі карти є основним документом, що характеризує інженерно-геологічні умови того чи іншого району (площі), виду будівництва або господарської діяльності. Інженерно-геологічні карти можуть бути аналітичними (показують значення певних властивостей ґрунтів), загальними (інженерно-геологічні умови без зазначення виду будівництва) і синтетичними, які показують сумарні значення таких чинників; останні є основою для інженерно-геологічного районування.
Кожна інженерно-геологічна карта складається із власне карти, умовних позначень, інженерно-геологічних розрізів і пояснювальної записки. У додатках до тексту пояснювальної записки обов’язковим є каталог опорних виробок, вказаних на карті. Записка повинна бути доповненням до карти та пояснювати те, що на ній відображено. 
Для складання інженерно-геологічних карт усіх масштабів використовують:
– топографічні, геологічні (дочетвертинних і четвертинних відкладів), тектонічні, геоморфологічні, гідрогеологічні та інші карти, складені за результатами попередніх досліджень;
– результати робіт із геології, геоморфології, гідрогеології, інженерної геології, метеорології, гідрології та ін.;
– висновки інженерно-геологічних досліджень на окремих будівельних ділянках та трасах;
– матеріали про деформації гірських порід під впливом будівельних споруд.
Інженерно-геологічні карти складають на топооснові, на якій необхідно показати горизонталями висотні відмітки, гідрографічну мережу, головні населені пункти, дороги та інші об’єкти, які мають інженерно-геологічне значення.
В основі побудови інженерно-геологічних карт різних масштабів лежить принцип формаційного та геолого-генетичного аналізу будови території досліджень. На карті відображають інженерно-геологічні характеристики порід до глибин, що відповідають глибинам їх висвітлення геологічними картами того ж масштабу.
На інженерно-геологічних картах залежно від масштабу вказуються у різному поєднанні такі характеристики: розповсюдження, склад, властивості, вік, генезис та умови залягання гірських порід; характеристика підземних вод; геоморфологічні особливості; сучасні геологічні процеси та явища; інженерно-геологічні процеси та ін.
На підставі аналізу геологічної будови та геологічної історії району на інженерно-геологічних картах виділяються геологічні формації, генетичні комплекси, петрографічні типи порід тощо.

## Класифікація
Інженерно-геологічні карти класифікуються за призначенням, змістом, масштабами. За призначенням розрізнюють загальні і спеціальні інженерно-геологічні карти.
Загальні карти є багатоцільовими і містять інженерно-геологічну інформацію, необхідну для обґрунтування різних видів інженерно-господарське освоєння територій.
На спеціальних інженерно-геологічних картах показуються окремі інженерно-геологічні характеристики. У залежності від змісту розрізняють часткові (аналітичні) і комплексні (синтетичні) карти.
За масштабом інженерно-геологічні карти поділяють на: оглядові (1:1000000 і дрібніше), які складаються для загальної інж.-геол. характеристики великих природно-економічних регіонів; дрібномасштабні (1:500000 — 1:100000), які використовуються для планування розміщення споруд, передпроектних робіт, при проектуванні детальних інж.-геол. робіт, регіональних прогнозах; середньомасштабні (1:50000 — 1:25000), необхідні для оптимального вибору будмайданчиків, прийняття принципових проектних рішень, складання локальних прогнозів тощо і великомасштабні (1:10000 і крупніше), призначені для інженерно-геологічного обґрунтування умов будівництва і експлуатації конкретних споруд (шахт, кар'єрів і т. д.).
Як правило, складають три типи інженерно-геологічних карт: 
- карти інженерно-геологічних умов,
- карти інженерно-геологічного районування,
- інженерно-геологічні карти спеціального призначення.

Детальність вивчення і масштаби карт визначаються вимогами проектування та складністю інженерно-геологічних умов. Залежно від цього карти бувають дрібномасштабними, середньомасштабними та великомасштабними.
Карти інженерно-геологічних умов складають для усіх видів наземного будівництва. Використовують їх для загальної оцінки природних умов, у яких проектується будівництво.
Карти інженерно-геологічного районування складають як для загальних, так і для спеціальних цілей на підставі тотожності інженерно-геологічних умов окремих частин території з виділенням на ній таксономічних підрозділів – регіонів, областей, районів, кількість яких зростає зі збільшенням масштабу; під час деталізації можна також виділяти підрайони, ділянки та ін.
Спеціальні інженерно-геологічні карти складають згідно з вимогами конкретного об’єкта будівництва. На них дається оцінка інженерно-геологічних умов території і прогноз інженерно-геологічних явищ. Для районів зі складною геологічною будовою рекомендується складати допоміжні карти, які характеризують окремі елементи інженерно-геологічних умов, наприклад зсувні, карстові, геоморфологічні, гідрогеологічні та інші, що вказують на специфічні особливості території, важливі для певного виду будівництва.
Інженерно-геологічні карти за призначенням і детальністю змісту (навантаження) поділяються на чотири категорії:
- 1) загальні оглядові дрібного масштабу;
- 2) оглядові середнього масштабу;
- 3) середньомасштабні;
- 4) детальні крупномасштабні.

Загальні оглядові карти дрібного масштабу (від 1:500 000 і дрібніше) складаються з метою відображення закономірностей формування і розповсюдження інженерно-геологічних умов на великих територіях. Вони є необхідними під час планування і розміщення будівництва, під час проектування детальних інженерно-геологічних робіт, а також як довідник із загальних інженерно-геологічних умов.
Карти середнього масштабу поділяються на оглядові і середньомасштабні. Оглядові карти середнього масштабу (від 1:200 000 до 1:100 000) призначаються для проектування будівництва міських і селищних житлових масивів, промислових підприємств, залізничних колій та автомобільних трас, ліній електропередач та ін. Середньомасштабні карти (від 1:50 000 до 1:25 000) призначені для обґрунтування проектного завдання під час складання планів забудови міст, дорожніх вузлів, окремих гідротехнічних споруд та ін.
Детальні крупномасштабні карти (від 1:10 000 і більше) потрібні для обґрунтування проектного завдання і технічного проекту під час забудови окремих міських територій, розміщення конкретних об’єктів промислового та цивільного будівництва, гідротехнічних вузлів, транспортних комунікацій і т. д.
Детальні крупномасштабні карти (від 1:10 000 і більше) потрібні для обґрунтування проектного завдання і технічного проекту під час забудови окремих міських територій, розміщення конкретних об’єктів промислового та цивільного будівництва, гідротехнічних вузлів, транспортних комунікацій і т. д.

## Складання і оформлення карти
На загальних оглядових інженерно-геологічних картах масштабу 1:500 000 і менше повинно бути відображено: розповсюдження і вік формацій та комплексів гірських порід, їх склад і генезис; приналежність комплексів порід до різних інженерно-геологічних груп; глибина залягання, напір та агресивність підземних вод; площі розвитку сучасних геологічних процесів, а також найголовніші регіональні та зональні інженерно-геологічні характеристики природних умов.
На інженерно-геологічні карти наносяться геолого-генетичні комплекси порід, об’єднані в інженерно-геологічні групи, які відрізняються за характером зв’язків між частинками порід, що входять до їх складу, а отже, за властивостями їх міцності, деформованості, водопроникності. Часто наводяться умови стійкості порід у підошвах споруджень. Обумовлюється віднесення кожного з виділених геолого-генетичних комплексів залежно від складу порід (скельних, зв’язаних, пухких) до тієї чи іншої інженерно-геологічної групи.
На оглядових інженерно-геологічних картах середнього масштабу (від 1:200 000 до 1:100 000) для рівнинних територій рекомендується показувати як верхні, так і більш глибокі геолого-генетичні комплекси порід.
На інженерно-геологічних картах масштабу 1:50 000 – 1:25 000 відображають: розповсюдження, генезис, вік, склад і характер залягання двох або трьох (згори донизу) геолого-генетичних комплексів (з характеристикою петрографічних різновидів гірських порід), що залягають один на одному до глибини не менше 15–20 м.
Для характеристики гідрогеологічних умов необхідно мати дані щодо розповсюдження, глибини залягання першого від земної поверхні безнапірного водоносного горизонту, глибини залягання й висоти напору води першого напірного горизонту, який має інженерно-геологічне значення, а також агресивності і корозійних властивостей вод.
Опис геоморфологічних умов включає  характеристику генезису та віку різних форм рельєфу, будови поверхні, уступів надзаплавних терас та вододільних просторів. Із метою оцінки розвитку сучасних геологічних процесів і прогнозу ступеня їх небезпечності для будівельних споруд на карті позначаються площі розвитку цих процесів.
До карт додають таблиці, узагальнені графіки, розрізи та колонки, які містять результати визначення інженерно-геологічних властивостей порід. У таблицях і на графіках наводять склад та фізико-механічні властивості гірських порід за результатами візуальних, дослідно-польових і лабораторних визначень.
До інженерно-геологічної карти або для окремих її аркушів будують один чи декілька інженерно-геологічних розрізів. Такі розрізи прокладають через усю площу карти як у меридіональному, так і в широтному напрямках відповідно до стратиграфічної схеми, прийнятої для певної території. Інженерно-геологічні розрізи повинні відповідати карті й відображати стратиграфічні особливості території.
На розрізах вказують опірні гірничі виробки (свердловини, котловани, канави та ін.) із нанесенням глибини появи води і стабільних рівнів, а також границь елементів інженерно-геологічного районування території. Горизонтальний і вертикальний масштаби встановлюють залежно від амплітуди розчленування рельєфу, виходячи із необхідності чіткого відображення геологічної будови. Розрізів, як правило, повинно бути не менше двох.
На зведеній стратиграфічній колонці з інженерно-геологічною характеристикою порід показують:
а) стратиграфічні підрозділи дочетвертинних (до ярусу або світи) й четвертинних (до відділу) порід із наведенням їх найменувань та індексів (вікових і генетичних);
б) петрографічний склад комплексів порід, їх приналежність до відповідних формацій, структурних поверхів та інженерно-геологічних груп;
в) товщини шарів порід у межах кожного комплексу (максимальну або найбільш розповсюджену);
г) опис складу порід кожного підрозділу.
На великомасштабних інженерно-геологічних картах (від 1:10 000 і крупніших) наводяться дані про рельєф місцевості, рівні підземних вод та сучасні геологічні процеси. На карті подають узагальнені зображення природних факторів, які є найбільш важливими для усіх видів будівництва, що відображені відповідно до вимог проектування. Слід вказати розповсюдження, склад і розрахункові показники інженерно-геологічних властивостей порід, поширення та глибину залягання підземних вод першого від поверхні водоносного горизонту, характер сучасних геологічних процесів, які мають інженерно-геологічне значення. 
Сучасні геологічні процеси характеризуються відображенням розповсюдження різних морфологічних типів рельєфу і ступенем активності їх прояву. 
У деяких випадках складаються допоміжні карти:
•	карта-зріз на певній глибині;
•	карта-зріз на певній відмітці;
•	карта-зріз по покрівлі певного стратиграфічного горизонту або певної стратиграфічної поверхні;
•	карта товщини порід;
•	карта, яка деталізує дані про породи, їх склад та властивості – те, що не відображається на карті інженерно-геологічних умов;
•	карта, яка деталізує відомості про різні геологічні процеси;
•	карта, яка відображає стан споруд, що зазнають деформації під впливом сучасних інженерно-геологічних процесів.
На картах інженерно-геологічного районування найкрупніші одиниці території зазвичай відокремлюють: 1) регіони – за структурними ознаками; 2) області – за геоморфологічними показниками; 3) райони – за комплексами гірських порід; 4) ділянки – за одним із характерних для певної території факторів. Виділення регіонів повинно ґрунтуватися на розподілі певних типів формацій, а також приналежності останніх до відповідного структурного поверху та участі їх у тому чи іншому тектонічному циклі складчастості, завдяки чому подається основа формування інженерно-геологічних умов території. Великі геоморфологічні елементи в межах регіону є областями першого порядку.
На карті масштабу 1:1 000 000 вказують районування території з інженерно-геологічною метою. В умовних позначеннях до карти наводять короткий геологічний опис. Границі регіонів наносять чорною лінією. Номер регіону позначають римською цифрою чорного кольору, границі областей показують більш тонкою пунктирною лінією, усередині контуру ставлять прописну українську літеру, яка позначає певну область.
На карті різним штрихуванням показують інженерно-геологічні групи. Сучасні геологічні процеси та явища позначають позамасштабними знаками. Для кожного виділеного на карті геологічного комплексу вказують глибину залягання першого від поверхні водоносного горизонту.
Залежно від масштабу карти, структурних і геоморфологічних особливостей регіону або області першого порядку усю територію поділяють на області другого та третього порядків. Райони, що виділяються усередині областей, відповідають площам розповсюдження інженерно-геологічних комплексів гірських порід зі схожою характеристикою підземних вод, подібними формами рельєфу, умовами залягання порід та їх товщиною, схожістю геологічних й інженерно-геологічних процесів. На картах середнього і великого масштабів в умовних позначеннях подають рекомендації з інженерно-геологічних заходів, необхідних під час підготовки території до забудови.
На підставі інженерно-геологічного районування шляхом поєднання подібних за інженерно-геологічними умовами самостійних регіонів проводиться типізація території. Інженерно-геологічна типізація (або типізація інженерно-геологічних умов) території України є завершальним етапом у процесі інженерно-геологічного районування.
Інженерно-геологічну типізацію території України виконано на підставі інженерно-геологічного районування за принципом поєднання факторів: розповсюдження гірських порід певного складу й властивостей, неотектонічних та геоморфологічних умов і розвитку сучасних екзогенних геологічних процесів з урахуванням ландшафтно-географічних зон.
Карту інженерно-геологічного районування і карту інженерно-геологічних умов можна поєднувати та будувати на одному аркуші.
Інженерно-геологічні карти спеціального призначення складають відповідно до особливостей будівництва і характеру споруджень. Вони можуть бути різноманітними за свої змістом. На ці карти наносять головні інженерно-геологічні компоненти: породи та їх властивості, підземні води, геологічні процеси, рельєф тощо, з урахуванням вимог конкретного виду будівництва. Інженерно-геологічні карти спеціального призначення можна складати в будь-якому масштабі.
Інженерно-геологічні карти спеціального призначення складають відповідно до особливостей будівництва і характеру споруджень. Вони можуть бути різноманітними за свої змістом. На ці карти наносять головні інженерно-геологічні компоненти: породи та їх властивості, підземні води, геологічні процеси, рельєф тощо, з урахуванням вимог конкретного виду будівництва. Інженерно-геологічні карти спеціального призначення можна складати в будь-якому масштабі.